# Greenpeace USA
Greenpeace USA est la filiale américaine de Greenpeace, une organisation internationale à but non lucratif agissant pour l'environnement. 

## Historique
Greenpeace est fondée aux États-Unis en 1975, lorsque Greenpeace San Francisco ouvre ses portes, suivi par des groupes à Seattle, Portland et Denver. En 1979, ces bureaux fusionnent en une seule entité pour devenir «Greenpeace USA». 

## Campagnes
Le projet Hot Seat est une campagne lancée par Greenpeace pour sensibiliser au réchauffement climatique. Son objectif est de faire pression sur les membres du Congrès des États-Unis pour qu'ils mettent en œuvre des politiques visant à réduire les émissions de gaz à effet de serre. Phil Radford, directeur exécutif de Greenpeace, déclara que Greenpeace "allait être essentiel pour faire du mouvement environnemental une force politique viable au Congrès et dans le pays". 

## Personnel

### Administrateurs exécutifs
- Richard Grossman [4]
- 1988-1993 Peter Bahouth [5]
- 1993-1997 Barbara Dudley
- 1997-2000 Kristen Engberg [6]
- 2000-2008 John Passacantando [7]
- 2009-2014 Phil Radford [8]
- 2014 – présent Annie Leonard [9]

## Voir également
- Biodiversité
- Changement climatique
- Conservation de la nature
- Durabilité
- Écologie
- Écologisme
- Écosystème
- Éducation à l'environnement et au développement durable
- Éthique de l'environnement
- Greenpeace
- Liste d'organisations environnementales
- Nature
- Recyclage
- Sciences de la Terre